# 中国少年报

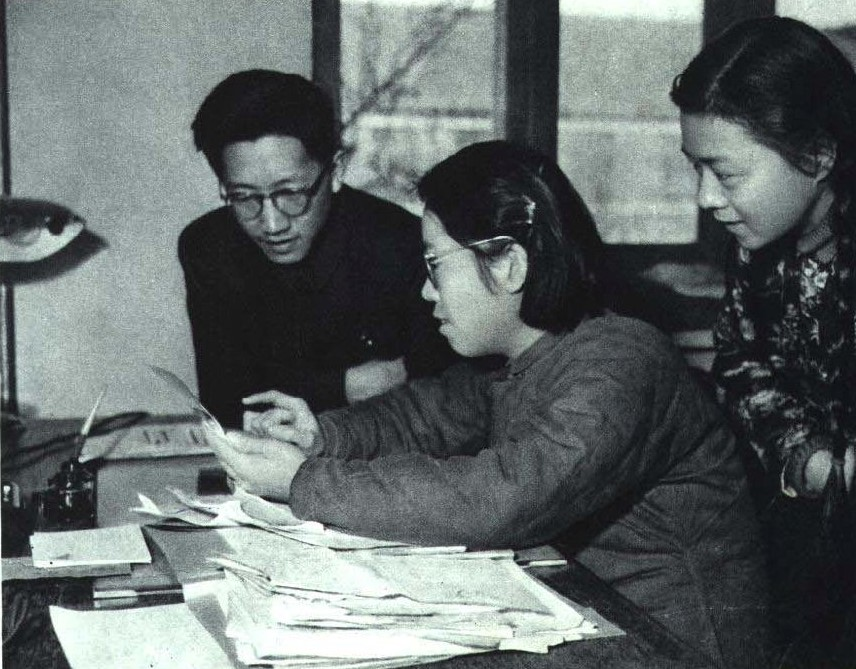
中国少年报的编辑，拍摄于1964年

《中国少年报》是一份面向中国大陆地区的少年儿童出版的报刊。隶属于共青团中央，由中国少年报社出版发行。

## 沿革
《中国少年报》原为《中国儿童》杂志，创刊于1949年9月。自1951年11月起改为报纸，定名为《中国少年报》。1965年12月停刊。1964年，毛泽东题写报名。1978年11月1日复刊。2000年《中国少年报》和中国少年儿童出版社共同组建中国少年儿童新闻出版总社，出版《中国少年报》、《中国儿童报》等报纸期刊。
2018年，报纸入选2017年全国百强报纸推荐名单。